# Broomfield and Kingswood
Broomfield and Kingswood – civil parish w Anglii, w Kent, w dystrykcie Maidstone. W 2011 civil parish liczyła 1604 mieszkańców.